# Râpa lui Albu
Râpa lui Albu este un monument al naturii de tip geologic sau paleontologic în raionul Ștefan Vodă, Republica Moldova. Este amplasat la periferia de sud a satului Cioburciu, în ravena de-a lungul drumului ce duce în sat (ocolul silvic Olănești, parcela 1N1, 1N2). Are o suprafață de 2 ha, sau 2,85 ha conform unor aprecieri mai recente. Obiectul este administrat de Întreprinderea de Stat pentru Silvicultură „Tighina” (Bender).

## Istoric
Amplasamentul fosilifer din râpa de la Cioburciu a fost descoperit în 1909 de geologul F. Florov. Mai mulți savanți, inclusiv basarabeni, au efectuat săpături în zonă. Denumirea provine de la un numele unui localnic a cărui casă era în apropierea râpei.

## Descriere
În acest sit au fost determinate mai multe niveluri litostratigrafice – argile, nisipuri și prundișuri. Cele mai bogate în material paleontologic sunt nisipurile cu stratificare oblică din partea inferioară a sitului de vârstă meoțiană, unde au fost descoperite oseminte, preponderent de mamifere.
La gura râpei aflorează nisipuri gălbui cu bucăți de cochilii de Mactra bulgarica de vârstă sarmațiană. Mai jos urmează un pachet de argile nisipoase (de culoare gălbuie sus și cafenie mai jos), cu grosimea de peste 20 m, care conține, în partea inferioară, fragmente rare de cochilii ale moluștelor de apă dulce (Unio, Cirithium etc.).
Partea inferioară a depozitelor găzduiește multe oseminte de animale vertebrate, în total aprox. 24 de specii, unele din ele fiind transportate și expuse la Muzeul de Geologie „V. Vernadski” din Moscova⁠(d) și la Muzeul paleontologic al Universității din Odesa. Cele mai reprezentative specii descoperite sunt broasca-țestoasă Protestudo bessarabica, rozătoarele Spermophilinus cf. predai, Myomimus dehmi ș.a., carnivorele Amphicyon sp., Ictitherium viverrinum și Machairodus schlosseri, mastodontul Choerolophodon pentilici, dinoteriul Deinotherium giganteum, hiparionii Hipparion cf. verae și Hipparion cf. moldavicum, rinocerul Aceratherium incisivum, girafele Palaeotragus rouenii și Helladotherium duvernoyi, antilopa Tragoportax frolovi etc.

## Statut de protecție
Obiectivul a fost luat sub protecția statului prin Hotărîrea Sovietului de Miniștri al RSSM din 8 ianuarie 1975 nr. 5, iar statutul de protecție a fost reconfirmat prin Legea nr. 1538 din 25 februarie 1998 privind fondul ariilor naturale protejate de stat. Deținătorul funciar al monumentului natural era, la momentul publicării Legii din 1998, Gospodăria Silvică de Stat Bender. care între timp a fost reorganizată în Întreprinderea de Stat pentru Silvicultură „Tighina” (Bender).
Aflorimentul din râpă constituie un reper pentru fauna meoțianului inferior și mediu din Republica Moldova. Conform situației din anul 2016, aria protejată era prost întreținută și nu avea hotarele bine delimitate.